# Edge of Thorns
Az Edge of Thorns az amerikai Savatage 1993-ban megjelent nagylemeze. Ez az utolsó Savatage album, melyen még Criss Oliva gitárjátéka hallható, egyben az első melyen már Zachary Stevens énekel. Az album felvételei idején Jon Oliva már nem volt tagja az együttesnek, de a dalírásból kivette a részét, a lemezborítón pedig külsős dalszerzőként szerepelt.Az albumot az Atlantic Records adta ki, melynek produceri teendőiből nemcsak Paul O’Neill, hanem Jon Oliva és Criss Oliva is kivette a részét.
A lemez dobhangzása eltér a korábbi albumokon megszokottól, ugyanis Steve Wacholz elektromos dobokat használt a felvételek során.
A borítón látható női alak Dawn Oliva, aki Criss Oliva felesége volt. A festmény Gary Smith nevéhez fűződik aki már a Hall of the Mountain King, a Gutter Ballet és a Streets: A Rock Opera lemezeken is dolgozott a zenekarral, de Criss gitárjait is ő retusálta. A borítón megjelenik Jon Oliva arca is, mely a fák között látható. Ugyan Paul O’Neill vitatja, hogy Jon Oliva arcáról van szó, azonban Criss egy 1993-ban adott interjúban megerősítette ezt a kijelentést. A borító szimbolikusan jeleníti meg a jó (női alak) és a rossz (fák és az arc) ábrázolását. Criss a lemezborító kapcsán kifejtette, hogy a lány az ártatlanságot testesíti meg, mik a fák és Jon arca a gonoszságot sugallja. Criss szerint a dalok is e kettősség jegyében születtek.
Az album tovább folytatta a progresszív metal és az amerikai power metal keverékeként leírható irányvonalat, melyet ismét pozitívan fogadtak a rajongók. Elődjéhez képest a zene keményebb lett, valamint háttérbe szorultak a szimfonikus hatások is.
Videóklip az Edge of Thorns  és a Sleep dalra készült.

## Dalok
- Minden dalt Jon Oliva, Paul O'Neill, és Criss Oliva jegyez.

1. "Edge of Thorns" – 5:54
2. "He Carves His Stone" – 4:14
3. "Lights Out" – 3:10
4. "Skraggy's Tomb" – 4:22
5. "Labyrinths" – 1:29
6. "Follow Me" – 5:08
7. "Exit Music" – 3:05
8. "Degrees Of Sanity" – 4:36
9. "Conversation Piece" – 4:10
10. "All That I Bleed" – 4:41
11. "Damien" – 3:53
12. "Miles Away" – 5:06
13. "Sleep" – 3:52

Japán kiadás bónuszai
1. "Forever After" – 4:20
2. "Shotgun Innocence" – 3:30

1997-es CD kiadás bónuszai
1. "Believe (akusztikus)" – 3:52

2002-es CD kiadás bónuszai
1. "Forever After" – 4:18
2. "Conversation Piece" (élő: Rehearsal 9/24/94) – 4:19

## Közreműködők
- Zachary Stevens – ének
- Criss Oliva – gitár
- Jon Oliva – zongora, billentyűs hangszerek, illetve dobok a "He Carves His Stone" és a "Degrees Of Sanity" c. dalokban.
- Johnny Lee Middleton – basszusgitár
- Steve Wacholz – elektromos dobok

## Fordítás
- Ez a szócikk részben vagy egészben  az   Edge of Thorns című angol Wikipédia-szócikk fordításán alapul.  Az eredeti cikk szerkesztőit annak laptörténete sorolja fel. Ez a jelzés csupán a megfogalmazás eredetét és a szerzői jogokat jelzi, nem szolgál a cikkben szereplő információk forrásmegjelöléseként.